# Tučňák královský
Tučňák královský (Eudyptes schlegeli) je středně velký zástupce čeledi tučnákovitých obývající vody obklopující Antarktidu. Množí se především na ostrově Macquarie a stejně jako ostatní druhy tučňáků tráví i tento druh velkou část svého života na moři. Způsobem života i vzhledem se velice podobá tučnáku žlutorohému (Eudyptes chrysolophus), ale obličej a bradu má na rozdíl od tohoto druhu bílé. Do dnes se stále spekuluje o možnosti, že by mohl být tučňák královský jedním z poddruhů tučňáka žlutorohého. Je známo, že se mezi sebou tyto druhy kříží, ačkoli je to poměrně neobvyklá záležitost a několikrát byl zaznamenán i případ, že v přírodě žily páry tvořené zástupci obou druhů. Vědecký název získal na počest německého zoologa Hermanna Schlegela. Tučňák královský dorůstá výšky kolem 70 cm a hmotnosti zhruba 6 kg. Na základě českého názvu královský, podobného významu císařský, bývá často zaměňován s tučňákem císařským, který je však téměř dvakrát vyšší a několikanásobně těžší.
Živí se krilem, rybami a množstvím jiných vodních bezobratlých. Hnízdí na plážích nebo na holých svazích pokrytých nejrůznější vegetací. Hnízdo si staví v podobě mělké díry v písku, kam pokládá rostliny a kameny. Stejně jako ostatní druhy tučňáků je i tento druh vysoce koloniální a hnízdí v obrovských skupinách, které se mohou rozprostírat i na území větším jak jeden kilometr. Období rozmnožování začíná s příchodem září, ale plně rozprouděné je až během října. Samice snáší obvykle dvě vejce, ale často přežije jen jedno mládě. Matka ihned po nakladení vajec odchází do moře lovit potravu, zatímco partner udržuje vejce v teple; drží je na horní ploše nohou a pod kožními záhyby na břiše. V této fázi chovu nepřijímá potravu, ale žije pouze z tukových zásob svého těla. Po návratu samice si úlohy vymění, samec jde hledat potravu a samice pečuje o vejce. Vejce se inkubují zhruba 35 dní a po několika dnech života začnou mláďata tvořit velké skupinky, v kterých se choulí k sobě, aby získali více tepla. Plně opeřené je mládě ve věku 65 dní.
Mezinárodní svaz ochrany přírody (IUCN) v letech 2018/2020 považoval druh za téměř ohrožený, ale k roku 2022 zmírnil stanovisko a považuje jej za málo dotčený s populací ve výši 1,5 milionů dospělých jedinců. Rozmnožuje se však prakticky na jediném ostrově, tudíž jakákoli ekologická nestabilita může mít závažné následky. Do roku 2017 nebyl chovancem žádné zoologické zahrady.

## Výskyt
Tučňák královský hnízdí převážně na ostrově Macquarie. Spatřen byl ale i na březích Nového Zélandu, Austrálie nebo Antarktidy. Buďto se jednalo pouze o tuláky, nebo o menší skupinu spíše zmatených mladistvých. V těchto oblastech totiž tučňák královský obvykle přečkává zimu, a v období rozmnožování migruje na již zmíněný ostrov Macquarie. Avšak jsou známy drobné kolonie na vzdálených ostrovech Campbellových a Kerguelenech, nebo dokonce až v Jižní Georgii. Dost často se ale v takových případech jedná pouze o záměnu s tučňáky žlutorohými. Řada jedinců do jiných oblastí s největší pravděpodobností zatoulá, ale ať už z jakéhokoli důvodu, nejedná se prozatím o populaci významnou nebo trvale hnízdící.

## Popis

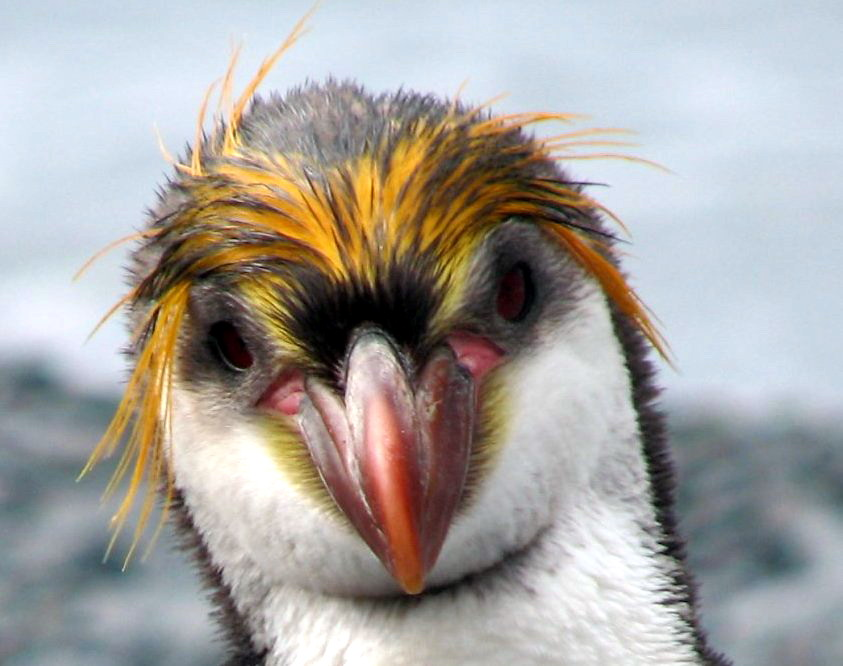
Detail hlavy tučňáka královského

Tučňák královský může být vysoký až 75 cm, a vážit až 8 kg. Avšak při pelichání nebo v období rozmnožování několik dní i týdnů hladoví, a za takových okolností může vážit o dva až čtyři kilogramy méně.
Dospělý tučňák královský má šedé až černé peří na hlavě, vrchní straně křídel, a na zádech a ocasu. Zbytek jeho těla už pokrývá jen bílé peří (snad jen vnitřní strana křídel může být místy ozdobena nepravidelným černým flekem), ale na rozdíl od svých příbuzných má i bíle tváře a bradu, kvůli čemuž je výrazněji odlišný. Nad očima má řadu volně visících peříček (chocholku) zlatavé barvy, rostoucích až do délky 10 cm. Disponuje silným červeno-hnědým zobákem, jež je nezbytnou součástí k soužití v těsné kolonii. Duhovky jsou rovněž červené a nohy jsou růžové, přičemž podrážky černé.
Mladí ptáci jsou snadno rozpoznatelní. Zprvu má jejich tmavý odstín šatu hnědý nádech, a světlá pera jsou spíše našedlá nežli bílá. Zobák pak mají prostě černý. 
Vyspělí jedinci s juvenilním šatem jsou již dospělým zdánlivě podobní, ale zobák a chocholky mají stále nevýrazné. Odlišně vypadají celé období chovu, do doby než kolonii opustí, čímž je zajištěno, že se k nim ostatní dospělí nebudou chovat agresivně.

## Chování

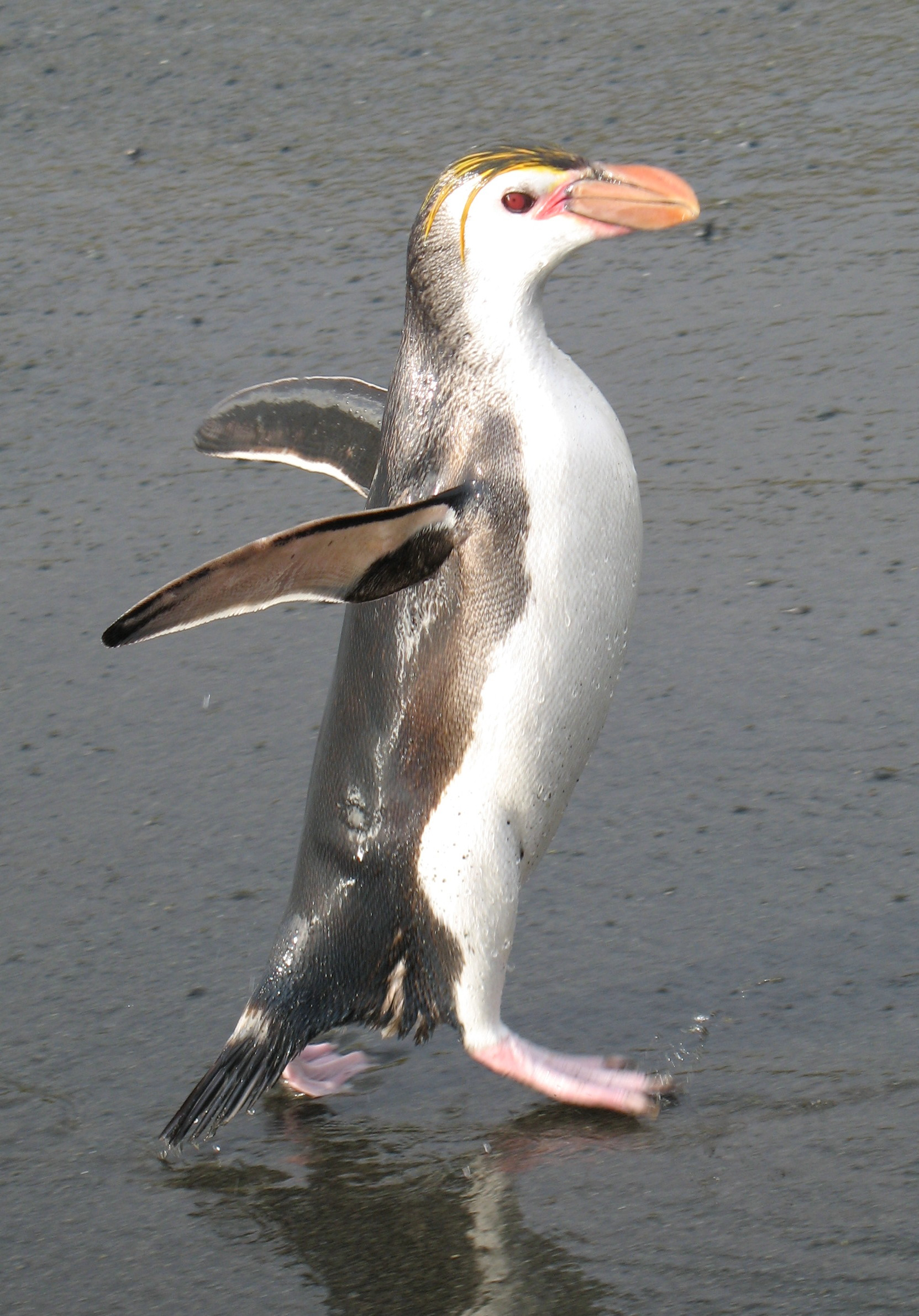
Profil tučňáka královského

### Potrava a způsob lovu
Jako velmi zdatný plavec se tučňák královský živí potravou v moři. Primárně pak různými korýši a krilem, např. krunýřovkou krillovou (Euphausia superba) či druhem Euphausia vallentini. Jeho jídelníček tvoří ale i různé druhy mořských ryb, jako třeba Electronna carlesbergi z čeledi lampovníkovitých nebo Magnesudis prionosa. Zřídka loví taktéž chobotnice, především pak zástupce rodu Moroteuthis.
Tučňák královský má především vynikající zrak. Dobře vidí i v hluboké vodě prakticky za tmy. Jeho rohovky jsou ploché, díky čemuž mnohem lépe zaostřuje světlo. Když se nachází pod vodou, vnímá pouze nuance takových barev, které v moři převládají, především tedy zelenou, modrou či fialovou, a třeba červenou nerozeznává vůbec. Díky tomuto přizpůsobení se ve vodě mnohem lépe orientuje. Obvykle se pohybuje v hloubkách od 6 do 32 metrů, ale dokáže se potopit do hloubky větší než 200 metrů. Zaznamenán byl v hloubce až 226 metrů a nejdéle trvající ponor je 7 minut a 50 sekund.

### Predátoři a parazité
Dospělci nemají na souši prakticky žádné nepřátelé. Dokonce ani ze strany invazivních druhů, protože ti byli z ostrova vymýceni. Na pozoru se musí mít pouze při pobytu na moři před některými druhy kytovců nebo ploutvonožců. Mláďata jsou ale ohrožována mořskými dravými ptáky, jako třeba chaluhou subantarktickou (Catharcts lonnbergi).
Tučňáci královští jsou častými nositeli parazitů. Mezi nejčastější patří několik druhů vší z rodu Austrogoniodes, blechy (Pagipsylla galliralli) a klíšťata (Ixodes uriae). Hojně se vyskytují obzvláště na mladých ptácích, kteří se celý den pohybují pouze v blízkosti hnízd na souši.

### Rozmnožování a chov mláďat

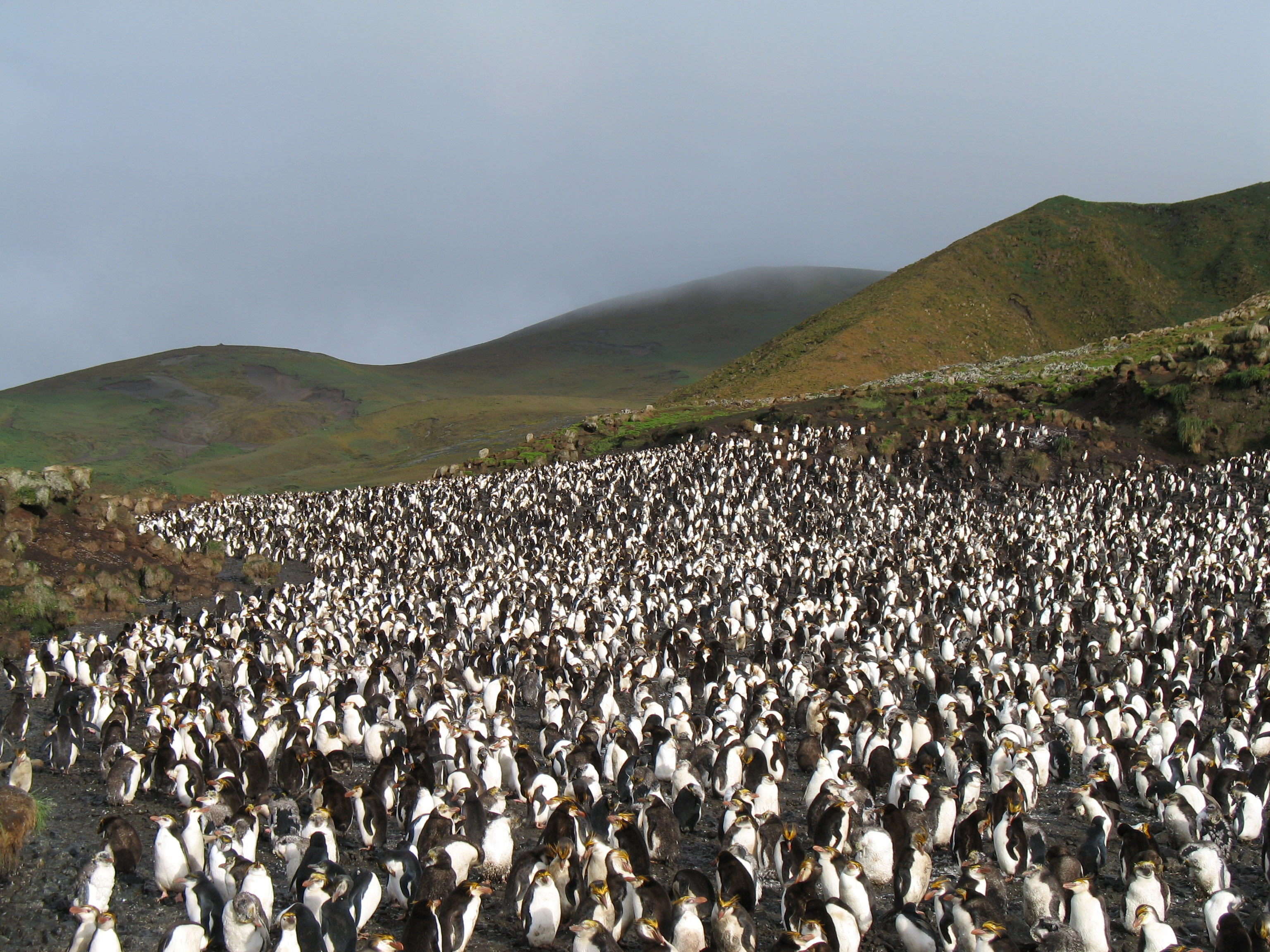
Skupina tučňáků královských na ostrově Macquarie

Na březích ostrova Macquarie se tučňák královský objevuje od konce září do začátku října . Během několika týdnů se tu sejde obrovská kolonie tučňáků (o 150 000 až 500 000 jedincích). Zprvu však jen samců, samice dorazí asi o 10 dní později.

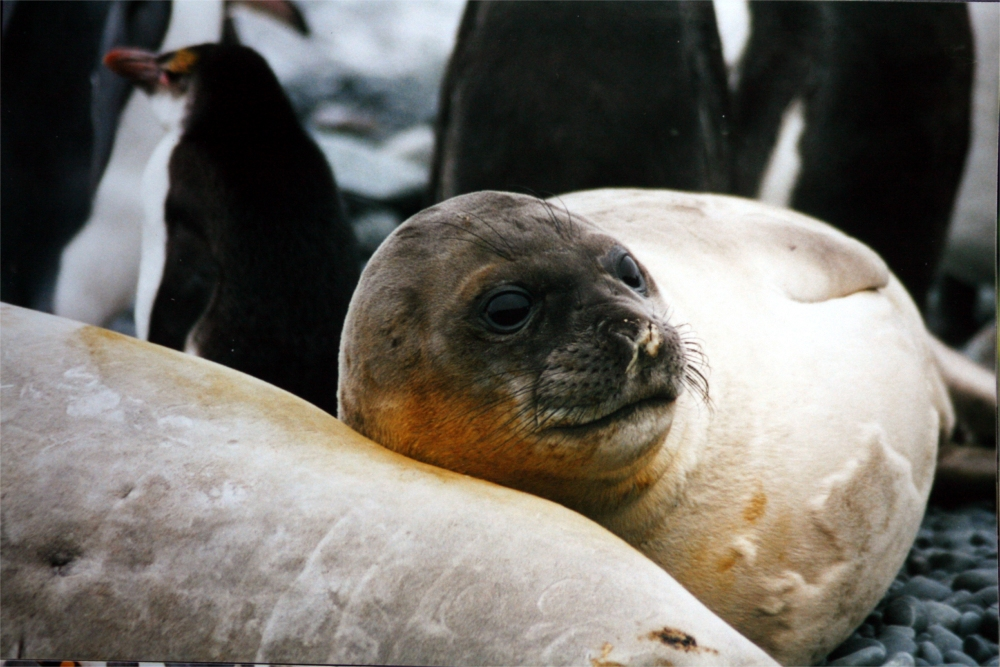
Mládě rypouše sloního (Mirounga leonina) pro tučňáky sice nebezpečné není, ale před dospělými se musí mít na pozoru. Dost často kolem nich procházejí do moře a zpět, a s takovým savcem se mohou jen těžko rovnat

Prvotní úlohou samců je vytvořit hnízdo, a tak se předhánějí v zabrání nejlepších míst (jako nejlepší se rozumí takové místo, jež se nachází v samotném středu kolonie, kde jsou hnízda nejbezpečnější). Tučňáci se mohou nacházet až téměř dva kilometry ve vnitrozemí. Obhájené hnízdo následně vystelou, a to dle svých zkušeností a dostupného materiálu. Na vyseděnou prohlubeň tak shromažďují různé rostliny, větvičky nebo třeba kameny. Neustále hnízdo přerovnávají a vylepšují, a proto nějakou dobu trvá, než jej zhotoví do úplné spokojenosti. Jakmile zaregistrují, že za nimi v dáli na moři míří samice, stavbu hnízda ukončí. V tuto chvíli samci kolektivně zpozorní a soustředí se pouze na ně. Když samice dorazí na břeh a kolébají se směrem k hnízdišti, samci na ně náruživě volají. Vzpřímeně stojí u svého hnízda, zvláštně kývají nataženou hlavou a třepotají křídly. Snaží se být co nejvíce vidět a slyšet, a proto signály doprovázejí ještě hlasitým troubením. Tímto způsobem totiž přivolávají své družky, s nimiž se pářili loni (tučňák královský je přísně monogamní). Samice podle hlasu své partnery rozpoznají a najdou. Samec se pochopitelně neutiší do chvíle, dokud se jeho partnerka neocitne přímo naproti němu; proto je vždy v kolonii takový hluk. Námluvy jsou celkem krátkodobé; nalezený pár se pouze uvítá a zanedlouho se začne pářit.
V říjnu snese samice nejčastěji dvě vejce. Prvé snesené vejce o váze asi 100 gramů bývá menší (než druhé o váze až 160 gramů) a nebývá ani oplodněné; slouží totiž k upoutání predátorů. Samice jej často vědomě vyhodí z hnízda. Opuštěných vajec je pak v kolonii nespočet a draví ptáci touto jednoduchou kořistí nepohrdnou; o oplodněná vejce v hnízdech pak nemají zájem.    
Vejce jsou inkubována zhruba 35 dní. První dny jsou u hnízda přítomni oba rodiče a ten který právě nesedí na snůšce, střeží bezpečnost svého partnera. Jako první sedí zpravidla samice, tedy bezprostředně po nakladení. Po určité době samice odchází do moře lovit potravu. Samec vejce udržuje v teple, drží je na horní ploše nohou a pod kožními záhyby na břiše. V tomto období nepřijímá potravu, ale žije pouze z tukových zásob. Zhruba za týden se samice vrátí a úlohy si vymění, samec jde hledat potravu a samice pečuje o vejce. U vylíhnutí pak bývají opět pospolu. 
Rodiče se dělí i v péči o mláďata. Prvních zhruba 20 dnů je u nich alespoň jeden z páru a druhý loví v moři. Následně (po 21–24 dnech) potomky opouštějí a ponechávají je v takzvaných školkách, což je skupinka převážně stejně starých mláďat. V ní se udržují těsně pospolu, čímž zamezí tepelným ztrátám a zároveň se tak chrání před predátory, především pak před dotíravými dravými ptáky. Krmeni jsou každý druhý až třetí den. Rodiče na své potomky už od pobřeží volají a vyčkávají na jejich odezvu. Rozpozná-li mládě jejich hlas, hladové pak nedočkavostí cupitá naproti. Do juvenilního plně funkčního peří se mláďata dostanou ve věku 65 dní a kolonii za pár dní opustí. Na moři pohlavně vyzrají za zhruba 5 let a vrátí se na hnízdiště, kde se pokusí o vlastní chov potomků. Pokusí-li se dříve, tak zpravidla neúspěšně. Tučňák královský se může dožít asi 15–20 let, neexistují však spolehlivé záznamy.
Dospělí se asi tři týdny vykrmují na moři, potom se vrátí zpět na pobřeží přepeřit; při tom 25 dní hladoví. Následně žijí na moři, daleko od hnízdiště, až do období dalšího rozmnožování.

## Ohrožení
Tučňák královský se zatím nenachází v kategorii ohrožených druhů. V současnosti (2022) je podle IUCN zařazen mezi druhy málo dotčené; dříve byli tučňáci loveni hlavně pro olej, v roce 1870 Tasmánská vláda vydala licenci povolující lov tučňáků královských v „omezeném“ množství 150 000 ptáků na rok. Po ukončení této vyhlášky, v letech 1919–1920, se populace tučňáků královských obnovila a na ostrově Macquarie dosáhla mezi lety 1984–1985 zhruba 850 000 párů. V letech 2018/2020 odborníci považovali populaci za stabilní s tím, že na tomto ostrově pravidelně hnízdí obdobný počet ptáků; přibližně 1 700 000 dospělých jedinců (k roku 2022 cca 1 500 000).
Tučňák královský není ohrožen žádnou přímou hrozbou. Invazivní druhy živočichů byli pro zachování zdejší fauny a flóry z ostrova odstraněny; divoké kočky (Felis catus) již v roce 2001, a další nepůvodní obyvatelé jako krysa obecná (Rattus rattus), chřástal weka (Galliralus australis) či králík evropský (Oryctolagus cuniculus), byli roku 2014 vyhubeni za pomocí pesticidů.
V budoucnosti může populaci těchto tučňáku ohrozit kolísává potravní dostupnost vlivem komerčních rybolovů, nebo v důsledku globálního oteplování a následných klimatických změn. V neposlední řadě může znamenat hrozbu turistický rozmach, který by opakovaně narušoval přirozený běh v koloniích.